# Eeke van Nes
Eeke Geertruida van Nes (17 de abril de 1969, Delft) es una ex remera de los Países Bajos. Ganó tres medallas olímpicas a lo largo de su carrera, un bronce en el doble scull en 1996, junto a su compañera Irene Eijs, y dos medallas de plata en el año 2000, en la especialidad de ocho y de doble scull. Entre 1995 y 1999 también ganó cuatro medallas en los campeonatos mundiales.
Van Nes es hija de los remeros Hadriaan van Nes y Meike de Vlas y nieta de jugador de fútbol Jan Thomée.